# Khalifa
"Khalifa" é uma coletânea musical do rapper estadunidense Wiz Khalifa. Foi lançado em 5 de fevereiro de 2016, pelas editoras discográficas; Taylor Gang Records, Rostrum Records e Atlantic Records. O álbum conta com participações especiais de Travis Scott, Ty Dolla $ign, Rico Love, Courtney Noelle, Juicy J, Chevy Woods, J.R Donato, e de seu filho Sebastian.

## Singles
O primeiro single do álbum, "Bake Sale", foi lançado para a download e streaming em 21 de janeiro de 2016. A faixa foi produzido por TM88, Juicy J, Lex Luger, DJ Spinz e Crazy Mike e tem participação vocal de Travis Scott. Em dezembro de 2015 o rapper divulgou a canção, e anunciou que iria ser incluída em seu álbum Khalifa. O instrumental para a canção apareceu originalmente na canção "Order More" de G-Eazy, incluída em seu álbum When It's Dark Out (2015). Devido a questões juridicas, Juicy J re-criou a batida da canção para Wiz Khalifa, juntamente com os co-produtores. O single chegou a posição 56 na Billboard Hot 100. O vídeo musical da canção foi lançado em 26 de abril de 2016.

## Performance comercial
Khalifa estreou na sexta posição na Billboard 200 com 45 mil copias vendidas (64 mil unidades equivalentes) na primeira semana. O álbum recebeu mais 19 milhões de fluxos de mídia na primeira semana.

## Faixas
| N.º            | Título                            | Produtor(s)                                | Duração |  |
| 1.             | "BTS"                             | Sledgren                                   | 4:03    |  |
| 2.             | "Celebrate" (featuring Rico Love) | Finatik N Zac Jim Jonsin                   | 3:09    |  |
| 3.             | "Elevated"                        | I.D. Labs Sayez                            | 4:10    |  |
| 4.             | "City View" (com Courtney Noelle) | SAP                                        | 3:13    |  |
| 5.             | "Cowboy"                          | Finatik N Zac Jim Jonsin                   | 2:54    |  |
| 6.             | "Bake Sale" (com Travi$ Scott)    | TM88 Juicy J Lex Luger DJ Spinz Crazy Mike | 3:58    |  |
| 7.             | "Call Waiting"                    | Ritz Reynolds                              | 4:00    |  |
| 8.             | "Make a Play" (com J.R. Donato)   | I.D. Labs Shod Beatz Mumbles               | 3:46    |  |
| 9.             | "Most of Us"                      | I.D. Labs                                  | 4:12    |  |
| 10.            | "Zoney" (com Sebastian)           | Knucklehead                                | 3:32    |  |
| 11.            | "Lit" (com Ty Dolla $ign)         | Jay Card Dru Tang I.D. Labs Ricky P        | 6:21    |  |
| 12.            | "No Permission" (com Chevy Woods) | I.D. Labs Shod Beatz                       | 3:56    |  |
| 13.            | "iSay" (com Juicy J)              | I.D. Labs                                  | 4:14    |  |
| Duração total: | Duração total:                    | Duração total:                             | 51:28   |  |

## Desempenho nas paradas

### Gráficos semanais
| Paradas(2016)                           | Melhor posição |
| --------------------------------------- | -------------- |
| Austrália (ARIA)                        | 48             |
| Áustria (Ö3 Austria Top 40)             | 47             |
| Bélgica (Ultratop Flandres)             | 82             |
| Bélgica (Ultratop Valônia)              | 100            |
| Canadá (Billboard)                      | 11             |
| Estados Unidos (Billboard 200)          | 6              |
| Estados Unidos (Top R&B/Hip Hop Albums) | 3              |
| França (SNEP)                           | 99             |
| Países Baixos (Dutch Charts)            | 73             |
| Reino Unido (Official Albums Chart)     | 85             |
| Reino Unido (UK R&B Albums Chart)       | 10             |
| Suíça (Schweizer Hitparade)             | 43             |

## Histórico de lançamento
| País           | Data                   | Formato(s)       | Gravadora        |
| -------------- | ---------------------- | ---------------- | ---------------- |
| Estados Unidos | 5 de fevereiro de 2016 | Digital download | Atlantic Rostrum |